# Regia nave

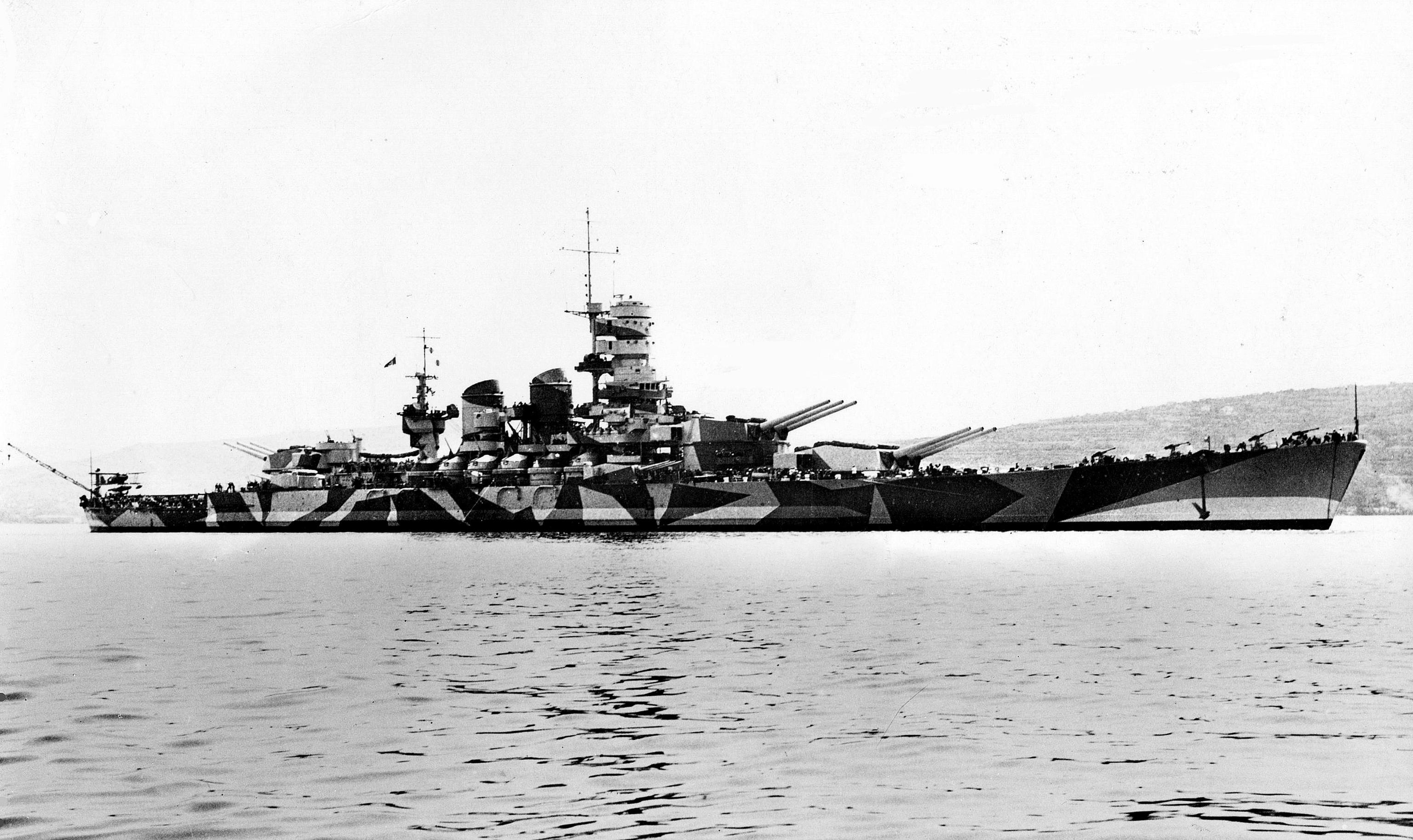
La RN Roma, con la livrea mimetica modello 1942 e l'ancora "a pennello", probabilmente nel porto della Spezia

Regia nave fu il prefisso delle unità navali da guerra di superficie del Regno d'Italia nel periodo che va dal 1861 al 1946, solitamente abbreviata con la sigla R.N. o più semplicemente RN, se citate in forma plurale diveniva RRNN.
Il prefisso ebbe applicazione esclusiva per le corazzate, mentre per altre tipologie di naviglio furono in uso altri prefissi specifici, come R.Inc. per gli incrociatori, R.Ct. per i cacciatorpediniere, R.Tp. per le torpediniere ecc., e R.Smg. per i sommergibili.
Durante il periodo velico era usato anche il prefisso di "regio legno", al plurale "regi legni".
Caduta la monarchia nel 1946, con l'avvento della repubblica il prefisso mutò perdendo l'appellativo "regia" e lasciando solo quello di "nave" seguito dal nome della stessa.